# Biến cố Phật giáo 1963
Biến cố Phật giáo 1963, còn được gọi là sự kiện đàn áp Phật giáo 1963, pháp nạn Phật giáo Việt Nam 1963 hay gọi đơn giản là phong trào Phật giáo 1963 là một sự kiện đỉnh điểm trong cao trào đấu tranh đòi quyền tự do và bình đẳng tôn giáo của các tín đồ Phật giáo tại miền Nam Việt Nam vào năm 1963. Biến cố này dẫn tới khủng hoảng chính trị trầm trọng từ đó dẫn đến cuộc đảo chính lật đổ chính quyền của Tổng thống Ngô Đình Diệm. Đây là một biến cố gây tiếng vang lớn tại Việt Nam và trên toàn thế giới, có ảnh hưởng to lớn trong cuộc Chiến tranh Việt Nam cũng như trong lịch sử tôn giáo và lịch sử chính trị Việt Nam.
Biến cố Phật giáo năm 1963 kéo dài nửa năm lan rộng khắp miền Nam Việt Nam, là xung đột giữa hai bên, một bên là Phật giáo tại Miền Nam Việt Nam và bên kia là Chính phủ Việt Nam Cộng hòa đứng đầu bởi Tổng thống Ngô Đình Diệm. Sự kiện năm 1963 chỉ là giọt nước tràn ly của những vấn đề chính trị-xã hội tích tụ trước đó, có thể nói là ngay từ trước khi Ngô Đình Diệm thành lập Việt Nam Cộng hòa. Cuộc khủng hoảng này đã làm chính phủ Ngô Đình Diệm mất hết uy tín trong và ngoài nước.
Phong trào Phật giáo miền Nam năm 1963 là một phong trào dân sự có quy mô rộng lớn. Tuy mang màu sắc tôn giáo nhưng thực ra đây là hành động phản đối của các tầng lớp nhân dân miền Nam trước các sự kiện liên quan đến Phật giáo diễn ra trước đó. Liền sau khi bùng nổ tại Huế, phong trào đã nhanh chóng lan vào Sài Gòn và lan rộng ra khắp miền Nam, từ thành thị đến nông thôn, thu hút hàng triệu người không phân biệt xu hướng, chính kiến, từ các nhà tư sản dân tộc đến các trí thức, sinh viên, nhân dân lao động đến cả những tín đồ Thiên Chúa giáo cấp tiến. Ngay cả một số đông công chức, sĩ quan, binh sĩ trong bộ máy chính quyền Ngô Đình Diệm cũng tích cực tham gia đấu tranh. Báo cáo của các Ty, Sở An ninh quân đội cả khắp bốn quân khu gửi về đều nhấn mạnh đến tình trạng suy sụp tinh thần của quân nhân các cấp. Riêng Quân khu I, đa số sĩ quan đều trực tiếp hoặc gián tiếp yểm trợ cho phong trào đấu tranh của Phật giáo chống chính phủ. Sự tham gia rộng rãi của mọi tầng lớp nhân dân không chỉ vì ủng hộ Phật giáo mà còn vì ý thức chống chế độ độc tài, phi dân chủ.
Chính phủ Ngô Đình Diệm đã thành lập Ủy ban Liên bộ để giải quyết những nguyện vọng của Phật giáo nhưng vẫn không thể ổn định nổi tình hình. Mỗi hành động của chính quyền đều bị lãnh đạo Phật giáo xem là một âm mưu chống lại tôn giáo của họ. Chính vì thế hai bên không tìm được tiếng nói chung để giải quyết cuộc khủng hoảng. Cuối cùng chính quyền Ngô Đình Diệm đã dùng giải pháp vũ lực bằng cách đem binh sĩ tấn công phong tỏa các chùa chiền, bắt các nhà sư, Phật tử và những người có liên quan đến phong trào đấu tranh của Phật giáo.
Các hành động này không chấm dứt được khủng hoảng mà dẫn đến sự phân hóa trong bộ máy chính quyền và cuộc đấu tranh của các tu sĩ, Phật tử lan rộng sang các tầng lớp xã hội khác như trí thức, công thương, học sinh - sinh viên. Chính quyền Ngô Đình Diệm không còn được chấp nhận trong con mắt của nhiều tầng lớp xã hội miền Nam Việt Nam, đánh mất sự ủng hộ của đồng minh Hoa Kỳ. Đứng trước tình hình đó một số tướng lĩnh trong Quân lực Việt Nam Cộng Hoà, với sự đồng tình của đại sứ quán Hoa Kỳ, đã đảo chính lật đổ Ngô Đình Diệm chấm dứt nền Đệ Nhất Cộng hoà ở miền Nam Việt Nam.

## Bối cảnh
Sau khi nắm chính quyền, Ngô Đình Diệm với sự hỗ trợ của Mỹ đã không chấp nhận hiệp thương tổng tuyển cử thống nhất đất nước theo Tuyên bố cuối cùng ngày 21 tháng 7 năm 1954 tại Hội nghị Genève. Đi liền với chính sách đó, chính quyền Ngô Đình Diệm tiến hành chính sách đàn áp, khủng bố các thành phần chống đối bằng chính sách tố Cộng, diệt Cộng, Luật 10/59... Dư luận cho rằng từ khi mới lên cầm quyền, Ngô Đình Diệm đã phân biệt đối xử giữa các tôn giáo cụ thể là giành cho Công giáo nhiều ưu đãi, trọng dụng những tín đồ Công giáo. Dưới sự lãnh đạo của ông, mâu thuẫn xã hội biểu hiện qua "lăng kính tôn giáo" rất đậm nét. Phật giáo là tôn giáo truyền thống tại Việt Nam, phần lớn người dân Việt Nam tin vào Phật và hay vào chùa lễ Phật, cũng cảm thấy phải chịu đựng sự bất công này. Điều này giải thích tại sao, Tăng Ni, Phật tử đã cùng với nhiều tầng lớp nhân dân miền Nam liên tục tiến hành đấu tranh chống chế độ Ngô Đình Diệm, mà đỉnh cao là phong trào Phật giáo miền Nam Việt Nam năm 1963.

### Mâu thuẫn tôn giáo
Mỹ hậu thuẫn chế độ Ngô Đình Diệm nhằm duy trì một nhà nước chống Cộng tại miền Nam Việt Nam. Mặc chính quyền Ngô Đình Diệm tuyên truyền về một chính quyền Cộng hòa trong đó có tự do tín ngưỡng, tôn giáo, nhưng dư luận cho rằng chế độ Ngô Đình Diệm thi hành chính sách ngầm ủng hộ Thiên Chúa giáo và phân biệt đối xử với các tôn giáo khác. Có nhiều nguyên nhân dẫn đến sự sụp đổ của chế độ Ngô Đình Diệm vào năm 1963, trong đó có một nguyên nhân không thể không kể đến đó là mâu thuẫn tôn giáo.
Việt Minh cho rằng ngay từ những ngày đầu nắm chính quyền, Ngô Đình Diệm đã thực hiện ý định mà ông ta từng ấp ủ là thành lập một đảng chính trị đối lập với Đảng Lao động Việt Nam, được gọi là Đảng Cần lao Nhân vị (hay đảng Cần Lao). Chính quyền Ngô Đình Diệm tuy không tuyên bố lấy Công giáo làm quốc giáo nhưng những gì diễn ra cho thấy đó là một chính quyền căn bản dựa trên Công giáo cả về hệ tư tưởng lẫn lực lượng chính trị. Trong khi đề cao Công giáo, chính quyền Ngô Đình Diệm bị chỉ trích là kỳ thị các tôn giáo khác, chủ yếu là Phật giáo. Chỉ thị số 10 của Phủ Tổng thống (Diệm), lấy lại Đạo dụ của Quốc gia Việt Nam, quy định: "Tất cả các hiệp hội tôn giáo, văn hóa, thể dục chỉ có quyền chiếm hữu, tạo mãi, quản trị, đứng làm sở hữu chủ những bất động sản thật cần thiết để đạt mục đích của hội". Đạo dụ đặt Hội Truyền giáo Thiên Chúa và Gia Tô, các Hoa Kiều Lý Sự Hội ra ngoài, các tôn giáo trong đó có Phật giáo bị xem là các hiệp hội. Đây bị xem là chính sách kỳ thị tôn giáo của chính quyền Ngô Đình Diệm.
Một mặt Mỹ hậu thuẫn Ngô Đình Diệm, một tín đồ Công giáo, mặt khác Mỹ gấp rút chuẩn bị cơ sở vật chất, trong đó đáng kể là hỗ trợ cuộc di cư đưa người dân là tín đồ Công giáo miền Bắc vào miền Nam. Trong khi đó, số dân Công giáo ở miền Nam là khá nhỏ bé so với số dân Công giáo miền Bắc. Vì vậy Mỹ muốn lôi kéo giáo dân đặc biệt là tầng lớp giáo sĩ chống cộng từ miền Bắc di cư vào Nam càng nhiều càng tốt.. Nhiều nhân vật "người lương" muốn được tiến thân cũng phải cải đạo theo Công giáo. Trong thời kỳ này, Nguyễn Văn Thiệu người mà sau đó ít năm được làm Tổng thống của "nền đệ nhị cộng hòa" đã cải đạo theo Công giáo, vào đảng Cần lao nhằm mưu tính cho những nấc thang chính trị. Ngoài Phật giáo, Công giáo, Tin Lành ở Nam Bộ còn là nơi phát tích của nhiều tôn giáo và các ông Đạo. Như Bửu Sơn Kỳ Hương, Tứ Ân Hiếu Nghĩa đặc biệt là đạo Cao Đài và Phật giáo Hòa Hảo. Thời chính quyền Ngô Đình Diệm, hai tôn giáo này đều có lực lượng vũ trang riêng, âm mưu biến vùng đất có tín đồ của họ thành khu tự trị.
Trước tình hình đó, để thống nhất lực lượng, xóa bỏ tình trạng quân phiệt cát cứ, Ngô Đình Diệm kêu gọi các giáo phái hợp nhất lực lượng vũ trang và sáp nhập vào quân đội Việt Nam Cộng hòa. Khi biện pháp kêu gọi không được các giáo phái ủng hộ, Ngô Đình Diệm cắt những khoản tài trợ cho các giáo phái, đánh vào hoạt động kinh tế của họ, đưa người xâm nhập vào hàng ngũ lãnh đạo giáo phái để mua chuộc, chia rẽ. Những bộ phận của từng giáo phái có hành động chống đối đều bị Ngô Đình Diệm huy động quân đội đàn áp, đánh dẹp. Đối với đạo Cao Đài, một lực lượng gồm 5.000 người do Trung tướng Nguyễn Thành Phương đã ra hàng Ngô Đình Diệm. Một lực lượng khác của Phật giáo Hòa Hảo do thiếu tướng Nguyễn Giác Ngộ cũng ra hàng. Tuy nhiên Ngô Đình Diệm vẫn không kêu gọi được nhóm Phật giáo Hòa Hảo của đại tá Lê Quang Vinh, tức Ba Cụt với một lực lượng vũ trang gồm 1.760 người. Trước tình hình đó, chính phủ Sài Gòn ra lệnh giải tán quân đội Cao Đài, hủy bỏ các đặc quyền dành cho giáo phái. Cao Đài ở trong một tình trạng phân hóa đặc biệt, đa số các tướng lĩnh buộc phải đầu hàng chính phủ Sài Gòn.
Năm 1955, Nguyễn Thành Phương thành lập "ban Thanh trừng" để thanh lọc hàng ngũ Cao Đài. Trong số đạo hữu bị bắt có hai người con gái của Hộ pháp Phạm Công Tắc. Ngày 19 tháng 2 năm 1956, Phủ Tổng thống (chính phủ Sài Gòn) ra thông báo: Đức Hộ pháp Phạm Công Tắc đã rời bỏ Tây Ninh, tình hình nơi đây rối ren nên chính phủ theo yêu cầu của các vị chức sắc Cao Đài và tướng Dương Thành Cao ra lệnh cho quân đội tới bảo vệ Tòa thánh Tây Ninh. Thực ra, đó chỉ là cớ hợp thức hóa đánh dẹp lực lượng Cao Đài, chiếm Tòa thánh Tây Ninh, Thánh địa của đạo Cao Đài. Hộ pháp Phạm Công Tắc chạy sang Campuchia và chết tại đó năm 1959. Từ đó, sau những lần xung đột dữ dội giữa quân đội Sài Gòn với lực lượng vũ trang của các giáo phái, các lực lượng vũ trang của các giáo phái do không cân sức về thực lực nên dần dần tan rã. Hệ thống lãnh đạo của Phật giáo Hòa Hảo và Cao Đài bị đàn áp, nhiều cấp lãnh đạo bị tù đày, một số lãnh đạo bị thủ tiêu, một số phải tìm đường lánh nạn. Hoàn cảnh đó buộc Cao Đài và Phật giáo Hòa Hảo phải lui dần về vị trí tôn giáo, tín ngưỡng, với ý định "chờ thời". Trong việc đàn áp giáo phái, Diệm huy động cả giáo sĩ, tín đồ Công giáo. Những linh mục chống cộng khét tiếng như Lê Hữu Từ, Hoàng Quỳnh... ở khu Công giáo tự trị Bùi Chu – Phát Diệm được tham gia cầm quân đi trấn áp. Như vậy trong đời sống chính trị miền Nam dần dần chỉ còn hai tôn giáo lớn là Phật giáo và Công giáo.
Ngô Đình Diệm sử dụng Đạo dụ số 10 coi các tôn giáo là hiệp hội. Đạo dụ số 10 vốn do "cựu hoàng đế" Bảo Đại ký ngày 06-08-1950 nhưng Hòa thượng Trí Quang đã vận động bà Từ Cung, mẹ vua Bảo Đại khiến đạo dụ đã không thể thi hành. Dù Ngô Đình Diệm đã truất phế Bảo Đại, nhưng Đạo dụ số 10 vẫn được giữ lại. Đến thời Ngô Đình Diệm (1955-1963), trong bảng nghỉ lễ của các học đường vẫn không có lễ Phật đản là đương nhiên, nhưng lễ Noen lại được nghỉ. Ngày 9-1-1956, chính quyền Ngô Đình Diệm ra Dụ số 4 hủy bỏ ngày lễ Phật đản trong danh sách cho các học đường, công chức và binh sĩ. Điều này gây nên sự công phẫn trong dư luận xã hội nói chung và Tăng Ni, Phật tử miền Nam nói riêng Giữa chính quyền và Phật giáo còn một số mâu thuẫn khác điển hình là vụ ông Vĩnh Cơ, Hội trưởng Hội Phật giáo Nguyên thủy tại Đà Nẵng, một nhà buôn gạo bị tòa Đại hình sơ thẩm ngày 28-8-1956, kết án 10 năm khổ sai và tịch thu gia sản. Ngày 15/10, Ban Quản trị Phật giáo Nguyên thủy tại Đà Nẵng gửi thư tới Ngô Đình Diệm phản đối việc này và khẳng định "ông Vĩnh Cơ là một tín đồ Phật giáo rất chân thật, có công sáng lập Hội Phật giáo Nguyên thủy. Gia sản hiện hữu của ông do sự làm ăn buôn bán cần cù lâu năm mà có". Mỗi hành động của chính quyền đều bị lãnh đạo Phật giáo xem là một âm mưu chống lại tôn giáo của họ. Chính quyền Ngô Đình Diệm đã dùng giải pháp vũ lực bằng cách: đem binh sĩ tấn công phong tỏa các chùa chiền, bắt bớ các nhà sư, Phật tử và những người có liên quan đến phong trào đấu tranh của Phật giáo.
Trên núi Thiên Bút, tỉnh Quảng Ngãi vốn có nền cũ của tự viện Phật giáo, chính quyền Ngô Đình Diệm tìm cách chiếm lấy để Công giáo xây nhà thờ. Tín đồ Phật giáo địa phương phản ứng quyết liệt. Cuộc đấu tranh giữ chùa trên núi Thiên Bút kéo dài cho đến năm 1963, chính quyền buộc phải hoãn việc xây nhà thờ Công giáo. Ngày 27 tháng 7 năm 1961, tại Cà Mau, quân đội Ngô Đình Diệm bắn hàng loạt đạn cối vào chùa Cao Dân, xã Tân Lộc khi 200 người dân và sư sãi Khmer đang làm lễ nhập hạ, làm 20 người chết và bị thương.

### Dụ số 10
Trước khi xảy ra sự kiện Phật đản, tại Việt Nam đã có quan niệm cho rằng các chính quyền bảo hộ Pháp, Quốc gia Việt Nam có chính sách thiên vị tôn giáo sau này được Việt Nam Cộng hoà kế tục. Điều này góp phần đẩy mâu thuẫn tôn giáo vốn có lên cao. Sự kiện Phật Đản năm 1963 chỉ là sự bùng nổ của các mâu thuẫn vì lý do tôn giáo tích tụ trong lòng xã hội, và đặc biệt bị đẩy lên mức độ cực đoan trong thời kỳ của chính phủ Ngô Đình Diệm, từ 1954 đến 1963. Năm 1950 Quốc trưởng Bảo Đại ban hành đạo dụ số 10 điều chỉnh các tổ chức hội đoàn. Điều 1 định nghĩa Hội: "Hội là Hiệp ước của hai hay nhiều người thỏa thuận góp kiến thức hay hành lực một cách liên tiếp để theo đuổi mục đích không phải là phân chia lợi tức, như là mục đích thuộc về tế tự, tôn giáo, chính trị, từ thiện, khoa học, văn học, mỹ nghệ, tiêu khiển, thanh niên, thể thao và đồng nghiệp ái hữu". Như vậy tôn giáo được xem là một loại hiệp hội. Đạo dụ này đặt ra nhiều hạn chế gây khó khăn với việc lập và quản lý các hiệp hội.
Đặc biệt trong đạo dụ này có điều khoản 44 có quy định đặt các hội truyền giáo Thiên Chúa, Gia Tô và các Hoa Kiều Lý Sự Hội ra ngoài sự điều chỉnh của đạo dụ này. Điều 44 của Dụ số 10 được nhiều người hiểu là một chính sách thiên vị về tôn giáo của nhà cầm quyền Quốc gia Việt Nam. Vậy dụ số 10 của Quốc gia Việt Nam tạo ra những sự khác biệt trong quản lý hoạt động của các tôn giáo. Ngô Đình Diệm sau khi trở thành Tổng thống vẫn giữ nguyên đạo dụ số 10. Việc giữ dụ số 10 được một số người xem là một công cụ để đàn áp tôn giáo. Dư luận tại Việt Nam cho rằng Thiên chúa giáo được ưu đãi so với các tôn giáo khác trong đó có Phật giáo. Hội truyền giáo Thiên Chúa giáo là tổ chức tôn giáo duy nhất tại Việt Nam có chế độ đặc biệt, trong khi đó các tôn giáo khác chỉ có tư cách của một hiệp hội tư nhân mặc dù các tu sĩ Phật giáo đã nhiều lần yêu cầu thay đổi. Toàn bộ viện trợ thực phẩm của Hoa Kỳ (Chương trình thực phẩm vì hòa bình) đã bị Tổ chức xã hội Thiên chúa giáo và các linh mục tại các thôn xã lợi dụng để vận động dân chúng theo đạo. Tổng giám mục Ngô Đình Thục muốn cải đạo một phần ba dân số Việt Nam để hy vọng sẽ được phong làm Hồng y. Phật giáo phải xin phép chính quyền mỗi khi muốn mở một bệnh viện hay trường học, muốn mua đất đai để xây chùa hay tổ chức các lễ hội rước tượng Phật trong khi Thiên chúa giáo không phải xin phép. Các đơn xin phép của Phật giáo chỉ được chấp nhận một cách khó khăn, thưa thớt và hay chậm trễ.

### Phương thức đấu tranh bất bạo động
Bất bạo động (Satyagraha) là một phương pháp cốt lõi của Phật giáo được giới lãnh đạo Phật giáo miền Nam chọn làm phương pháp chỉ đạo cuộc đấu tranh đòi quyền bình đẳng tôn giáo. Chọn "bất bạo động" làm phương pháp chỉ đạo cho cuộc đấu tranh chống lại chế độ bạo quyền Ngô Đình Diệm, tăng ni và Phật tử miền Nam biết trước là phải chấp nhận một sự hy sinh đến cùng độ, nhưng họ vẫn tin tưởng rằng sự hy sinh ấy sẽ làm "rung động đến tận lòng người, chứ không chỉ rung động chính sách mà thôi".
"Bất bạo động" trong "Phong trào Phật giáo miền Nam năm 1963" đã trở thành sức mạnh góp phần cô lập cao độ chính quyền Ngô Đình Diệm, đẩy chính quyền này đi đến chỗ sụp đổ. Lần đầu tiên, lịch sử Việt Nam ghi nhận một phương pháp đấu tranh mới – phương pháp bất bạo động - mà kết quả đem lại là việc chế độ Ngô Đình Diệm xây dựng trong 9 năm đã bị sụp đổ trong chớp mắt, dù Ngô Đình Diệm cứ đinh ninh rằng không một lực lượng nào dưới quyền thống trị của ông ta có thể làm được.

## Sự kiện Phật Đản 1963

### Công điện số 5159 cấm treo cờ tôn giáo

Lá cờ Phật giáo

Chính phủ Ngô Đình Diệm quy định cờ tôn giáo không được treo ngoài khuôn viên cơ sở tôn giáo (nhà thờ, chùa, thánh thất...) nhưng tất cả các tôn giáo đều không tuân thủ nghiêm túc quy định này. Trước khi xảy ra sự kiện Phật đản, chính phủ cũng không hề lưu tâm tới vấn đề các tôn giáo vi phạm quy định treo cờ. Ngô Đình Thục muốn tổ chức đại lễ long trọng mừng Ngân khánh (25 năm tấn phong) nên các nơi treo cờ tòa thánh nhưng số lượng Ki-tô giáo hữu ít và ngay vào dịp Đại lễ Phật đản nên khắp thành phố Huế treo cờ Phật giáo, ông Thục phàn nàn ông Diệm.
Ngày 6 tháng 5 năm 1963 (trước lễ Phật Đản 2 ngày), Phủ Tổng thống gửi Công điện số 5159 cho các tỉnh yêu cầu các địa phương bắt buộc các tôn giáo thực hiện nghiêm túc quy định của chính phủ về việc treo cờ tôn giáo. Vì đây là thời điểm trước Phật Đản nên Tỉnh trưởng Thừa Thiên Nguyễn Văn Đăng đến xin ý kiến Cố vấn Ngô Đình Cẩn. Ngô Đình Cẩn không kỳ thị Phật giáo, có mối quan hệ thân thiết với Thượng toạ Thích Trí Quang, hai người thường gặp nhau đàm đạo. Ông Cẩn vừa lệnh cho ông Đăng chuyển thông điệp đến Thích Trí Quang yêu cầu ban Tổ chức lễ Phật Đản chỉ cần thông báo cho toàn thể tín đồ Phật giáo đừng treo cờ Phật giáo trong ngày lễ, Phật tử nào đã treo cờ rồi thì cứ để cho treo hết lễ, đồng thời yêu cầu ông Đăng đánh điện về Phủ Tổng thống xin chỉ thị. Theo lệnh ông Cẩn, ông Đăng đến gặp Thượng tọa Thích Trí Quang truyền đạt ý của ông Cẩn, Sư trả lời không tán thành lời yêu cầu đó
Buổi tối, Thượng tọa Thích Trí Quang nhận được Công điện 5159 của Phủ Tổng thống về việc thực hiện quy định cấm treo cờ tôn giáo nơi công cộng. Lãnh đạo Tổng hội Phật giáo Việt Nam ở Miền Trung họp khẩn tại chùa Từ Đàm từ ngày 6 tháng 5 năm 1963 đến sáng ngày 7 tháng 5 năm 1963. Sau đó, Thượng tọa Thích Trí Quang soạn ba văn bản phản đối Công điện 5159 của Phủ Tổng thống để gửi cho Hội Phật giáo Thế giới, Chính quyền Ngô Đình Diệm, và Tổng hội Phật giáo Việt Nam ở Sài Gòn. Ngay hôm sau, chính quyền Tỉnh yêu cầu Phật giáo ở Huế không gửi ba văn bản trên và mời Thích Trí Quang đến họp tại tư dinh Cố vấn Ngô Đình Cẩn. Trưa hôm đó (7/5), tại Huế, chính quyền cho cảnh sát đến từng nhà buộc dân chúng phải hạ cờ Phật giáo, vứt xuống đất, xé cờ và hăm dọa người phản kháng. Điều này gây bất bình cho các chức sắc và tín đồ Phật giáo. Lãnh đạo Phật giáo Miền Trung và tỉnh Thừa Thiên (Hòa thượng Tịnh Khiết, cùng các Thượng tọa Thích Trí Quang, Mật Nguyện, Thiện Minh, Thiện Siêu, Mật Hiển, Thanh Trí) cùng nhiều tăng ni và khoảng 500 Phật tử đến Tòa Hành chính Tỉnh để phản đối hành động của chính quyền. Ông Đăng giải thích với phái đoàn là cảnh sát đã làm sai lệnh thương cấp và đồng ý cho Phật tử được treo cờ Phật giáo. rồi cho xe phóng thanh đi thông báo trong thành phố Huế chính quyền cho phép treo cờ Phật giáo trước 21 giờ theo đúng yêu cầu của Phật giáo.

### Lễ Phật Đản
Lãnh đạo Tổng hội Phật giáo Miền Trung nhận định: Chính quyền Ngô Đình Diệm không những không chịu từ bỏ chính sách kỳ thị Phật giáo, mà còn sẽ có những biện pháp khác để đàn áp, trả thù... trong thời gian tới và quyết định tiếp tục đấu tranh với chính quyền Ngô Đình Diệm vào ngày Phật Đản 8/5. Sách lược Đấu tranh với chính quyền bao gồm:
Sáng ngày 8 tháng 5 năm 1963, Phật giáo biểu tình và rước Phật từ chùa Diệu Đế đến chùa Từ Đàm một cách trật tự. Cảnh sát có mặt nhưng không ngăn cản hay đàn áp. Lễ Phật Đản diễn ra tại chùa Từ Đàm với bài diễn văn của Thượng tọa Thích Trí Quang cáo trạng về chính sách kỳ thị tôn giáo của chính quyền Diệm - Nhu làm dấy động lên sự bất bình trước những chính sách đó của chính quyền. Tình báo CIA mô tả sư là một kẻ mị dân, cực kì chống Công giáo, một người theo chủ nghĩa quốc gia cuồng tín, và một kẻ vĩ cuồng với mục tiêu tối hậu là thành lập ở Miền Nam một chế độ thần quyền Phật giáo. Diễn văn của Thượng tọa Thích Trí Quang lên án chế độ phân biệt đối xử đối với tôn giáo, kỳ thị Phật giáo trong chín năm qua và đề cập chuyện cấm treo cờ Phật giáo trong khi chỉ hai ngày trước cho treo công khai cờ Vatican. Tiếp theo sau là phần nghi lễ diễn ra bình thường.

### Biến cố ở đài phát thanh Huế
Buổi tối ngày 8 tháng 5 năm 1963 đám đông Phật tử tụ tập trước đài phát thanh Huế chờ nghe bài diễn văn mừng ngày Phật đản của Thượng tọa Thích Trí Quang đã được thu âm như thường khi. Nhưng đài phát thanh từ chối phát bài diễn văn với lý do lỗi kỹ thuật nên không thể phát được đài chỉ cho phát các bài nhạc. Lúc 21 giờ số người tụ tập tại đài phát thanh Huế lên đến khoảng 6000 người. Sau đó, Thượng tọa Trí Quang, Mật Nguyện, Mật Hiển và Đức Tâm đến đài phát thanh để hỏi lý do không phát thanh bài diễn văn. Tỉnh trưởng Thừa Thiên đến đài phát thanh để đối thoại với các chức sắc Phật giáo. Binh lính và xe bọc thép cũng được điều đến Đài phát thanh.
Trong khi lãnh đạo Phật giáo và tỉnh trưởng đang thảo luận, chính quyền dùng vòi rồng giải tán đám đông. Trong khuôn viên đài phát thanh xảy ra hai vụ nổ làm tình hình xấu đi bất ngờ. Các xe bọc thép và binh lính bắt đầu nổ súng. Trật tự vãn hồi lúc nửa đêm. Có tám người chết (trong đó có 7 trẻ vị thành niên từ 12 đến 17 tuổi) cùng nhiều người khác bị thương nằm ở ngoài phòng Chương trình và trong khuôn viên đài phát thanh. Xe cứu thương đến chở người chết và bị thương đi bệnh viện. Chính quyền đến trước đài phát thanh loan báo: "Chính quyền được tin đêm nay Việt Cộng sẽ xâm nhập phá hoại một vài cơ quan công quyền trong thành phố, chính quyền đã ban hành lệnh giới nghiêm, vậy yêu cầu đồng bào giải tán".

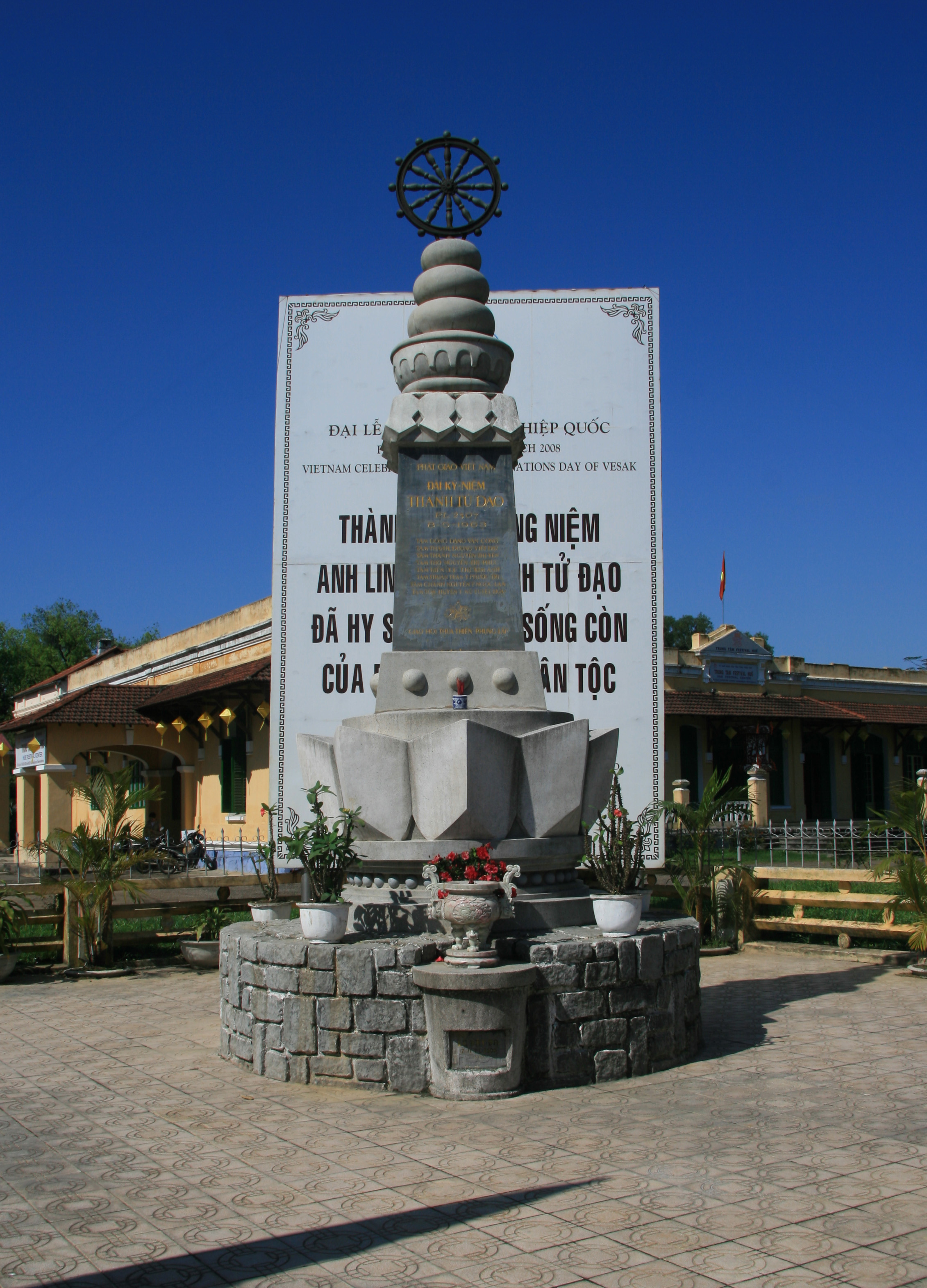
Đài kỉ niệm thánh tử đạo, sự kiện ngày 8 tháng 5 năm 1963 tại Huế. Phía sau là khu trung tâm festival huế (trước đây là Đài phát thanh Huế)

Theo sự tiết lộ của Giáo sư Trần Hữu Thế, cựu bộ trưởng Giáo dục, chính Ngô Đình Thục đã ra lệnh cho Thiếu tá Đặng Sỹ phải "dẹp" đám đông Phật tử tại đài Phát thanh Huế tối 8 tháng 5 năm 1963. Mặt khác, một số nguồn khác thì cho rằng: chính Đặng đã ra lệnh nổ súng để ngầm giúp đỡ cho một đảng phái thứ ba có quyền lợi nếu chế độ Diệm sụp đổ. Nhà báo Arthur Dommen và Ellen Hammer thì suy đoán rằng một quân nhân Mỹ và một số ít nhân viên CIA đã dàn dựng toàn bộ vụ việc, bởi loại thuốc nổ dẻo được sử dụng khi đó là loại mới và chỉ có quân đội Mỹ sử dụng, trong khi quân Giải phóng Miền Nam Việt Nam lẫn quân lực Việt Nam Cộng hòa đều chưa có loại chất nổ này.

### Phản ứng
Sau biến cố tại Đài phát thanh Huế, ngày 9 tháng 5 năm 1963, Toà Hành chính Tỉnh Thừa Thiên ra Thông cáo "Trong lúc Đại diện Chính quyền và vị Thượng tọa Hội trưởng Hội Phật giáo Trung Phần đang thảo luận để tìm cách thỏa mãn lời yêu cầu của tín đồ Phật giáo thì đối phương đã len lỏi trong đám đông xâm nhập Đài Phát Thanh, đập phá các cửa, ném đá và chất nổ vào Đài Phát thanh làm sập trần, vỡ nhiều cửa kính gây thiệt mạng cho 7 đồng bào và gây thương tích cho 1 đồng bào với 5 binh sĩ có nhiệm vụ giữ trật tự tại Đài Phát Thanh". Nhưng phía Phật giáo lại tin rằng chính quân đội chính phủ đã làm thiệt mạng 8 người có mặt tại đài phát thanh Huế đêm ngày 8 tháng 5 năm 1963. Bác sĩ Erich Wulff chứng kiến sự việc tại đài phát thanh Huế và sau đó đến nhà xác quan sát các thi thể khẳng định có 5 trong 8 nạn nhân bị xe bọc thép bắn mất đầu. Thủ phạm gây ra cái chết của 8 người vẫn chưa được làm rõ nhưng đã gây bất mãn lên đến cực độ trong giới Phật tử và các tầng lớp xã hội khác. Cũng theo bác sĩ Erich Wulff, khi ông báo sự kiện này cho các chính trị gia đối lập với Ngô Đình Diệm như Bùi Diễm và Phan Huy Quát thì họ đều lên tiếng phản đối.
Tại Sài Gòn, ngày 9 tháng 5 năm 1963, Giám đốc Cảnh sát (Nguyễn Văn Thành) và Giám đốc Cảnh sát Đặc biệt (Dương Văn Hiếu) đến chùa Ấn Quang gặp lãnh đạo Phật giáo Nam Bộ nhờ trấn an dư luận. Phó tổng thống Nguyễn Ngọc Thơ và Bộ trưởng Công dân vụ Ngô Trọng Hiếu gặp Thượng tọa Thích Tâm Châu xin hoãn lễ Cầu siêu nạn nhân ở Đài Phát thanh Huế dự định tổ chức vào ngày 12 tháng 5 năm 1963. Sáng ngày 9 tháng 5 năm 1963, tín đồ Phật giáo ở Huế biểu tình tố cáo chính quyền tàn sát tín đồ. Thượng tọa Thích Trí Quang và Tỉnh trưởng Thừa Thiên dùng xe phóng thanh kêu gọi Phật tử giải tán.

## Hậu Lễ Phật Đản

### Tuyên ngôn năm 1963
Chiều ngày 9 tháng 5 năm 1963, văn phòng Tổng Trị Sự Giáo hội Tăng Già Việt Nam nhận được báo cáo về việc xảy ra tại đài phát thanh Huế đêm 8/5/1963, do Phật giáo Trung ương chuyển tới. Tổng trị sự giáo hội trung ương liền triệu tập cuộc họp khẩn vào lúc 19 giờ cùng ngày và ra quyết định gửi kháng thư cho tổng thống Ngô Đình Diệm phản đối việc cấm treo cờ Phật giáo và đàn áp Phật giáo đêm ngày 8 tháng 5 năm 1963; tổ chức lễ cầu siêu cho các nạn nhân tại đài phát thanh Huế rồi rước bài vị từ chùa Ấn Quang tới chùa Xá Lợi vào ngày 21 tháng 5 năm 1963.
Ngày 10 tháng 5 năm 1963, các vị lãnh đạo Phật giáo họp tại chùa Từ Đàm, hoạch định đường lối và phương pháp tranh đấu bảo vệ Phật giáo và đòi hỏi công bằng xã hội. Một bản Tuyên ngôn được soạn thảo, nêu ra năm nguyện vọng của Phật giáo. Bản Tuyên ngôn này được gửi tới tổng thống Ngô Đình Diệm qua trung gian đại biểu chính phủ Trung Nguyên Trung Phần. Năm nguyện vọng bao gồm:
1. Yêu cầu chính phủ Việt Nam Cộng Hòa thu hồi vĩnh viễn công điện cấm treo cờ tôn giáo nơi công cộng.
2. Yêu cầu Phật giáo phải được hưởng một chế độ đặc biệt như các hội truyền giáo Thiên chúa giáo đã được ghi trong Đạo dụ số 10.
3. Yêu cầu chính phủ chấm dứt tình trạng bắt bớ và khủng bố tín đồ Phật giáo.
4. Yêu cầu cho tăng ni Phật tử được tự do truyền đạo và hành đạo.
5. Yêu cầu chính phủ bồi thường thích đáng cho những người chết oan vô tội và kẻ chủ mưu giết hại phải bị xét xử.

Bản Tuyên ngôn có chữ ký của Hòa thượng Tịnh Khiết, hội chủ của Tổng Hội Phật giáo Việt Nam, hòa thượng Mật Nguyện, đại diện Giáo hội Tăng Già Trung Phần, Hòa thượng Thích Trí Quang, đại diện hội Phật giáo Thừa Thiên và Hòa Thượng Thích Thiện Siêu, đại diện Tỉnh hội Phật giáo Thừa Thiên. Cũng trong ngày 15 tháng 5 năm 1963, phái đoàn Tổng Hội Phật giáo Việt Nam phối hợp với đại diện các tổ chức Phật giáo khác gặp tổng thống Ngô Đình Diệm để trao bản Tuyên ngôn ngày 10/5/1963, đồng thời giải thích năm nguyện vọng của Phật giáo. Sau 3 giờ thảo luận Tổng thống chỉ hứa hẹn mơ hồ và quy trách nhiệm gây ra biến cố đài phát thanh Huế cho những người cộng sản. Ngày 16 tháng 5 năm 1963, Phật giáo mở cuộc họp báo tại chùa Xá Lợi, công bố bản Tuyên ngôn 10/5/1963 đồng thời tố cáo trước dư luận những vụ đàn áp, giam cầm và giết chóc mà Phật tử phải chịu đựng, vạch trần chính sách kỳ thị tôn giáo của chính quyền Ngô Đình Diệm trong giai đoạn 1954-1963.

### Phụ đính của Tuyên ngôn năm 1963
Ngày 15 tháng 5 năm 1963, tại chùa Từ Đàm, một Bản Phụ đính của Tuyên ngôn 10/5/1963 được công bố, giải thích rõ ràng năm nguyện vọng nói trên. Nội dung bản Phụ đính này gồm:
1. Phật giáo Việt Nam không chủ trương lật đổ chính phủ để đưa người của mình lên thay thế mà chỉ nhằm đến sự thay đổi chính sách của chính phủ.
2. Phật giáo Việt Nam không có kẻ thù, không xem ai là kẻ thù. Đối tượng của cuộc tranh đấu tuyệt đối không phải là Thiên chúa giáo mà là chính sách bất công tôn giáo.
3. Cuộc tranh đấu của Phật giáo đồ cho bình đẳng tôn giáo được đặt trong khuôn khổ của lý tưởng công bằng xã hội.
4. Cuộc tranh đấu của Phật giáo đồ được thực hiện theo đường lối bất bạo động.
5. Phật giáo Việt Nam không chấp nhận sự lợi dụng của bất cứ ai vào cuộc tranh đấu cho bình đẳng tôn giáo và công bình xã hội.

Bản Phụ đính cũng đề nghị chính quyền rút tất cả các tôn giáo ra khỏi phạm vi ràng buộc của Đạo dụ số 10, và ban hành một chế độ đặc biệt cho tất cả các tôn giáo, trong đó có Phật giáo và Gia Tô giáo. Ngày 25 tháng 5 năm 1963, Phụ trương của Bản Phụ đính được công bố. Mục đích của văn kiện này là nhắc lại vai trò lập quốc và xây dựng nền văn hóa quốc gia trong quá trình lịch sử dân tộc của Phật giáo và nói rõ lập trường tranh đấu của Phật giáo cho công bằng xã hội.

### Lễ cầu siêu
Ngày 17 tháng năm 5 năm 1963, Phật giáo cho trưng bày hình ảnh biến cố đài phát thanh Huế trong đêm Phật Đản tại chùa Ấn Quang (Sài Gòn). Ngày 20 tháng 5 năm 1963, Phật giáo gửi chính quyền một tài liệu 45 trang trong đó liệt kê những vụ đàn áp, bắt bớ và thủ tiêu. Ngày 21 tháng 5 năm 1963, khắp nơi trên toàn quốc tổ chức cầu siêu cho các nạn nhân tại Huế. Tại Sài Gòn, khoảng 1000 tăng ni tập trung tại chùa Ấn Quang để hành lễ sau đó diễu hành rước linh vị các nạn nhân về chùa Xá Lợi. Cùng lúc đó, một đoàn gồm 350 tăng ni diễu hành từ chùa Xá Lợi về trụ sở Quốc hội. Những cuộc diễu hành này diễn ra tốt đẹp.

### Thành lập Ủy ban Liên phái
Ngày 25 tháng 5 năm 1963, hòa thượng Thích Tịnh Khiết triệu tập một cuộc gặp mặt tại chùa Xá Lợi 10 giáo phái, hội đoàn thuộc Tổng Hội Phật giáo Việt Nam và đại diện các tổ chức và môn phái Phật giáo khác như Giáo hội Nguyên Thủy, Thiền Tịnh, Đạo Tràng, Giáo hội Theravada v.v... để thảo luận về kế hoạch tranh đấu. Một Ủy ban Liên Phái Bảo vệ Phật giáo được thành lập để chỉ đạo cho cuộc vận động Phật giáo do hòa thượng Thích Tâm Châu làm Chủ tịch dưới quyền lãnh đạo tối cao của hòa thượng Tịnh Khiết.
Đại diện các giáo phái có mặt tại chùa Xá Lợi ngày 25 tháng 5 năm 1963 để công bố một bản Tuyên ngôn mang chữ ký của các hòa thượng Thích Thiện Hoa, trị sự trưởng Giáo hội Tăng Già Nam Việt, là hòa thượng Thích Thiện Hòa, trị sự trưởng Giáo hội Tăng Già Bắc Việt tại miền Nam, hòa thượng Bửu Chơn, tăng thống Giáo hội Phật giáo Nguyên Thủy Việt Nam, hòa thượng Lâm Em, tăng thống Giáo hội Theravada (Thượng Tọa Bộ), hòa thượng Tâm Châu, phó hội chủ Tổng Hội Phật giáo Việt Nam, cư sĩ Nguyễn Văn Hiếu, hội trưởng hội Phật giáo Nguyên Thủy Việt Nam, cư sĩ Vũ Bảo Vinh, hội trưởng Hội Việt Nam Phật giáo (Bắc Việt, tại miền Nam), cư sĩ Sơn Thái Nguyên, đại diện phật tử Théraveda (người Việt gốc Miên) và cư sĩ Mai Thọ Truyền, hội trưởng hội Phật học Nam Việt. Tuyên ngôn "Ủng hộ toàn diện năm nguyện vọng tối thiểu và thiêng liêng nhất của Phật giáo Việt Nam" đã được ghi trong bản Tuyên ngôn ngày 10 tháng 5 năm 1963.

### Biểu tình và tuyệt thực
Ngày 26 tháng 5 năm 1963, một phái đoàn Phật giáo đến Phủ Tổng thống trình bản Phụ đính của Tuyên ngôn ngày 10 tháng 5 năm 1963 và thông báo tăng ni toàn miền Nam sẽ tuyệt thực trong 48 giờ từ ngày 30 tháng 5 năm 1963 theo chỉ thị của hòa thượng Tịnh Khiết để đòi chính quyền đáp ứng 5 nguyện vọng trong bản Phụ đính. Sáng ngày 30 tháng 5 năm 1963, 352 vị tăng ni đã tổ chức biểu tình, xuất phát từ chùa Ấn Quang, diễu hành tới trụ sở Quốc hội gặp các đại biểu Quốc hội và gửi tới chủ tịch Quốc hội Trương Vĩnh Lễ lá thư của hòa thượng Tâm Châu, Chủ tịch Ủy ban Liên Phái, yêu cầu Quốc hội xác định lập trường đối với những nguyện vọng của Phật giáo. Trước giờ tuyệt thực, Đoàn Sinh viên Phật tử Huế công bố một lá thư kêu gọi sinh viên học sinh toàn quốc ủng hộ cuộc đấu tranh của Phật giáo. Tại Sài Gòn, Đoàn Sinh viên Phật tử lập tức hưởng ứng lời kêu gọi.
Ngày 31 tháng 5 năm 1963 sinh viên tất cả các phân khoa Viện Đại học Huế họp hội nghị tại chùa Từ Đàm, kiến nghị Tổng thống và Chính phủ giải quyết năm nguyện vọng của Phật giáo, thực thi chính sách tự do, dân chủ và bình đẳng, chấm dứt dùng thủ đoạn với tín đồ Phật giáo. Cư sĩ Mai Thọ Truyền, hội trưởng hội Phật học Nam Việt gửi văn thư cho toàn thể phật tử trong hội Phật học Nam Việt kêu gọi mọi người tham gia đấu tranh. Các đơn vị tỉnh hội bắt đầu cộng tác với Giáo hội Tăng Già Nam Việt địa phương để tổ chức cuộc đấu tranh tại các tỉnh miền Nam. Tại Huế, ngày 1 tháng 6 năm 1963, một cuộc biểu tình và tuyệt thực lớn được tổ chức. Tại Sài Gòn và các tỉnh nhiều cuộc biểu tình và diễu hành được tổ chức, rất đông tăng ni và quần chúng tham gia tuyệt thực. Chùa Ấn Quang và chùa Xá Lợi là hai trung tâm tuyệt thực quan trọng nhất ở Sài Gòn với khoảng 800 người. Ủy ban Liên Phái cho ấn hành những bản tin và bài báo các cơ quan truyền thông quốc tế như BBC, VOA, AFP... Dư luận và báo chí quốc tế ủng hộ cuộc đấu tranh của Phật giáo càng làm tăng tinh thần đấu tranh của tăng ni, Phật tử.

### Phản ứng của chính quyền
Tại Sài Gòn, ngày 30 tháng 5 năm 1963 các lực lượng cảnh sát và mật vụ bao vây chùa Xá Lợi tại Sài Gòn và các chùa Từ Đàm, Báo Quốc và Linh Quang tại Huế. Ngày 1 tháng 6 năm 1963, Tỉnh trưởng Nguyễn Văn Đẳng và Phó Tỉnh trưởng Nội an Đặng Sĩ bị triệu hồi về Bộ Nội vụ ở Sài Gòn đợi lệnh. Tại Huế, ngày 3 tháng 6 năm 1963, cảnh sát và quân đội có vũ trang chặn đường không cho đoàn biểu tình đến chùa. Quần chúng ngồi xuống đường, chắp tay hướng về chùa Từ Đàm cầu nguyện thì bị cảnh sát dùng lựu đạn cay, lựu đạn khói và chó nghiệp vụ giải tán. Hòa thượng Thích Trí Thủ tới can thiệp để giải tán đoàn biểu tình. Mọi người về tới Bến Ngự thì bị một lực lượng cảnh sát khác tấn công bằng lựu đạn cay và lựu đạn khói. Ngày 4 tháng 6 năm 1963, cảnh sát phong toả các chùa Từ Đàm, Báo Quốc và Linh Quang. Quần chúng kéo lên chùa nhưng bị ngăn lại. Đám đông áp dụng chiến thuật ngồi xuống đường cầu nguyện. Lựu đạn cay, lựu đạn khói và chó nghiệp vụ được sử dụng để giải tán khiến 142 người bị thương, trong đó 49 người bị thương nặng.
Căn cứ chính của cuộc đấu tranh như các chùa Xá Lợi, Ấn Quang, Giác Minh, Từ Quang, Báo Quốc, Từ Đàm và Linh Quang hoàn toàn bị cô lập và bị cắt điện nước. Tại các tỉnh Biên Hòa, Gia Định, Ba Xuyên, những đoàn thể Phật giáo bị ép ký những kiến nghị ủng hộ chính quyền Ngô Đình Diệm. Cảnh sát chặn bắt và đuổi về địa phương tất cả những tăng ni từ các tỉnh lên Sài Gòn và từ Sài Gòn về các tỉnh. Các lực lượng chính phủ canh gác, xét hỏi các tăng ni và những người qua đường đồng thời chặn bắt, lục soát và tịch thu tất cả tài liệu kêu gọi đấu tranh. Các quán ăn và các tiệm cà phê ở Sài Gòn đều có mật vụ. Những người bị tình nghi là lãnh đạo cuộc đấu tranh bị theo dõi. Chính quyền còn bỏ tài liệu Mặt Trận Giải Phóng Miền Nam vào các chùa rồi lục soát để vu cáo các hòa thượng và phật tử theo Cộng sản. Quân đội và cảnh sát được lệnh cấm trại. Tại các tỉnh, các chùa trụ sở của giáo hội Phật giáo Việt Nam và Giáo hội Tăng Già đều bị phong tỏa. Theo Đỗ Mậu (Giám đốc Nha an ninh quân đội), chính quyền đã có những hành động khiêu khích đánh vào lòng tự trọng của Phật giáo: cho lính cảnh sát, mật vụ cạo trọc đầu giả làm nhà sư đi ra đường trêu ghẹo phụ nữ, ăn uống tục tĩu, quỵt tiền và làm các việc bất minh để lấy cớ để phát động tuyên truyền bôi nhọ Phật giáo.
Ngày 4 tháng 6 năm 1963, Chính phủ Ngô Đình Diệm thành lập Ủy ban Liên bộ để nghiên cứu giải quyết những nguyện vọng của Phật giáo, do phó tổng thống Nguyễn Ngọc Thơ đứng đầu. Ủy ban Liên Phái chấp nhận cộng tác với Ủy ban Liên Bộ. Một phái đoàn hỗn hợp của hai bên được gửi ra Huế để giải tỏa các chùa Từ Đàm, Linh Quang, Báo Quốc, và Diệu Đế, đồng thời kêu gọi Phật tử trở về sinh hoạt bình thường, kiên nhẫn chờ đợi hành động của chính quyền. Sự lắng dịu chỉ kéo dài chưa tới được một tuần lễ. Nhận thấy đối thoại với Ủy ban Liên bộ không đưa đến kết quả cụ thể trong khi chính quyền vẫn âm thầm siết chặt những biện pháp kiểm soát, Ủy ban Liên Phái ra lệnh tiếp tục đấu tranh.

## Hoà thượng Thích Quảng Đức tự thiêu

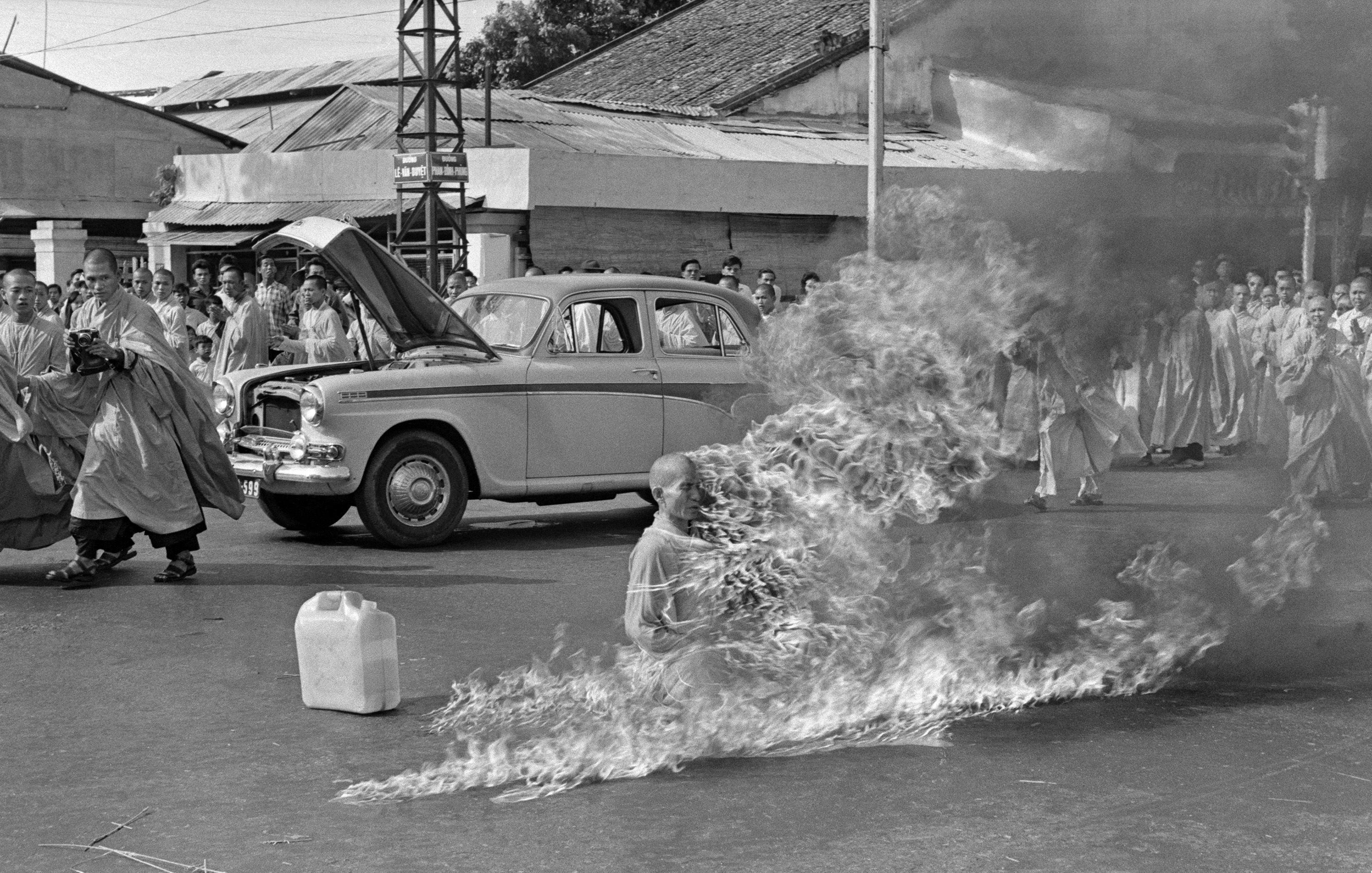
Hoà thượng Thích Quảng Đức tọa thiền tự thiêu vì đạo pháp; tác giả: Malcolm Browne

Trong thời kỳ đấu tranh quyết liệt này, những tu sĩ Phật giáo đã chọn cách tự thiêu để phát động phong trào đấu tranh chống lại chính sách kỳ thị tôn giáo của chính quyền. Theo tác phẩm Việt Nam Phật giáo sử luận của tác giả Nguyễn Lang, ngày 27 tháng 5 năm 1963, Thích Quảng Đức viết một lá thư cho Giáo hội Tăng già Toàn quốc tình nguyện tự thiêu để phản đối chính quyền. Ý định này của ông đã bị Giáo hội từ chối. Theo một nguồn khác, các chư tăng họp tại Chùa Ấn Quang đã quyết định để Hòa thượng Thích Quảng Đức lãnh sứ mệnh quan trọng này. Sáng ngày 1 tháng 6 năm 1963, trước khi tự thiêu, ông đã viết lại một bức thư Lời Thỉnh Nguyện Tâm Huyết, nói rõ chủ định và nguyện vọng của ông.
Ngày 11 tháng 6 năm 1963, tại ngã tư đường Lê Văn Duyệt - Phan Đình Phùng, đúng 10 giờ sáng, Hoà thượng Thích Quảng Đức tự thiêu trong tư thế kiết già trước sự chứng kiến của hàng trăm quần chúng và Phật tử. Hình ảnh một hoà thượng trong ngọn lửa bốc cao vẫn ngồi kiết già im lặng tay chắp trước ngực đã tạo ấn tượng mạnh gây xúc động lớn trong nước và trên thế giới. Chiều 11 tháng 6 năm 1963, chính quyền ra lệnh phong tỏa chùa Xá Lợi ở Sài Gòn, nơi để di thể của hòa thượng Thích Quảng Đức. Bất chấp lực lượng cảnh sát, khoảng 15.000 người có mặt tại chùa Xá Lợi khiến chính quyền phải ra lệnh giải tán dân chúng tụ tập tại chùa Xá Lợi. Trong nhiều ngày liên tiếp, quần chúng tới chùa Xá Lợi viếng di thể hòa thượng Thích Quảng Đức rất đông. Lễ rước di thể hòa thượng Quảng Đức được định vào ngày 16 tháng 6 năm 1963. Giới lãnh đạo Phật giáo đã dự tính tổ chức vào dịp này một cuộc biểu dương đoàn kết lớn.
Ngày 18 tháng 6 năm 1963, Văn phòng Tổng thống gửi mật điện số 1432/VP/TT cho các những người có trách nhiệm ra lệnh tạm thời nhượng bộ phong trào Phật giáo, chuẩn bị dư luận để phản công đồng thời thanh trừng những nhân viên nhà nước ủng hộ Phật giáo. Một bản sao của mật điện lọt vào tay của Ủy ban Liên Phái. Chính quyền cũng hỗ trợ giáo phái Lục Hòa Tăng thành lập Tổng Hội Phật giáo Cổ Sơn Môn. Tổng Hội Phật giáo này gửi điện cho hội Phật giáo Tích Lan, tố cáo Tổng Hội Phật giáo Việt Nam đang lợi dụng danh nghĩa của hội Phật giáo Tích Lan hoạt động chính trị và yêu cầu tổ chức này lên tiếng phản đối. Hội Phật giáo Tích Lan khẳng định Tổng Hội Phật giáo Việt Nam không phải là chi nhánh của tổ chức này và phản đối những hành động kỳ thị tôn giáo của chính quyền Việt Nam Cộng hòa. Thông cáo số 3 (phổ biến nội bộ) của Thanh niên Cộng hòa do Ngô Đình Nhu chỉ huy cho rằng nội dung cũng như hình thức Thông cáo chung không phù hợp với chủ trương của Thanh Niên Cộng Hòa và trái với luật lệ hiện hành đồng thời phủ nhận quyền của Tổng thống trong vấn đề thả những người bị bắt.
Ngày 26 tháng 6 năm 1963, hòa thượng Thích Tịnh Khiết gửi thư cho Tổng thống Ngô Đình Diệm tố cáo các hành động kể trên là âm mưu chống Phật giáo, tố cáo chính quyền tiếp tục đàn áp Phật giáo, tố cáo Ngô Đình Nhu có ý định tổ chức cuộc biểu tình của Thanh Niên Cộng Hòa để yêu cầu chính phủ duyệt lại bản Thông cáo chung. Ngày 7 tháng 7 năm 1963, chính quyền đem những người tham gia đảo chính ngày 11 tháng 11 năm 1960 ra xét xử trong đó có Nguyễn Tường Tam. Điều này được Phật giáo cho là muốn đánh lạc hướng dư luận khỏi cuộc đấu tranh của Phật giáo. Ngày 9 tháng 7 năm 1963, bộ Nội vụ ban hành nghị định 358-BNV/KS ấn định thể thức treo cờ Phật giáo cho Tổng hội Phật giáo Việt Nam. Tuy nhiên phía Phật giáo lại kết luận chính phủ đang gây chia rẽ giữa Tổng Hội Phật giáo Việt Nam và các phái Phật giáo khác. Ngày 11 tháng 7 năm 1963, Ủy ban Liên Bộ thông báo cho Ủy ban Liên Phái biết theo điều tra của Bộ Nội vụ thì vụ thảm sát ở Huế ngày 8 tháng 5 năm 1963 do cộng sản gây ra. Phía Phật giáo buộc tội chính quyền bưng bít sự thật.

## Thông cáo chung
Theo chỉ đạo của Tổng thống Ngô Đình Diệm, chính quyền đề nghị Ủy ban Liên Phái và Ủy ban Liên Bộ đàm phán để giải quyết những nguyện vọng của Phật giáo. Phái đoàn Ủy ban Liên Bộ do Phó Tổng thống Nguyễn Ngọc Thơ làm trưởng đoàn và phái đoàn Ủy ban Liên Phái do hòa thượng Thiện Minh làm trưởng đoàn họp từ ngày 14/6/1963 đến 2 giờ sáng ngày 16/6/1963. Sau 30 giờ làm việc, hai phái đoàn ra bản Thông cáo chung với sự chấp thuận của Chủ tịch Tổng Hội Phật giáo Việt Nam hòa thượng Tịnh Khiết và Tổng thống Ngô Đình Diệm.

### Đòi thực hiện Thông cáo chung
Ủy ban Liên phái tố cáo chính quyền địa phương đang ngầm chống lại thực thi Thông cáo chung còn Ủy ban Liên bộ phủ nhận những cáo buộc này. Ngày 14 tháng 7 năm 1963, hòa thượng Thích Tịnh Khiết gửi thư cho Tổng thống Ngô Đình Diệm thông báo quyết định tiếp tục đấu tranh bất bạo động để đòi hỏi thực thi nghiêm chỉnh bản Thông cáo chung, đồng thời ra thông bạch kêu gọi tăng ni và tín đồ tiếp tục đấu tranh trên nguyên tắc bất bạo động. Từ ngày 15 tháng 7 năm 1963 tăng ni tại chùa Xá Lợi, và các thành viên Ủy ban Liên Phái bắt đầu tuyệt thực. Ngày 16 tháng 7 năm 1963 hơn 150 tăng ni biểu tình trước nhà riêng đại sứ Mỹ kêu gọi Mỹ và các nước đồng minh của Việt Nam Cộng Hòa thuyết phục chính phủ Ngô Đình Diệm thi hành bản Thông cáo chung. Ngày 17 tháng 7 năm 1963, trên 1000 người do hòa thượng Thích Quảng Độ dẫn đầu diễu hành từ chùa Giác Minh nhưng bị chặn lại. Cảnh sát phong tỏa 2 chùa này khiến trên 600 người bị cô lập trong chùa hơn 2 ngày.
Cũng trong ngày 17 tháng 7 năm 1963, khoảng 400 tăng ni diễu hành từ chùa Xá Lợi đến chợ Bến Thành để yêu cầu chính phủ thực thi bản Thông cáo chung. Sau khi tăng ni biểu tình, cảnh sát đồng ý dùng xe chở tất cả về chùa Xá Lợi. Thay vì về chùa Xá Lợi, xe rẽ về hướng miền Tây. Hai bên giằng co nên cảnh sát chở tất cả tăng ni đến chùa Hoa Nghiêm ở Phú Lâm và cô lập họ ở đây. Tại đây chính quyền lấy thông tin cá nhân của tăng ni và tổ chức họp báo. Chính quyền tố cáo tăng ni hành hung người thi hành công vụ còn phía tăng ni phủ nhận cáo buộc của chính quyền. Sau đó, Ủy ban Liên Phái đưa tất cả tăng ni về chùa Xá Lợi với sự hộ tống của xe cảnh sát. Trong cuộc biểu tình này có 50 tăng ni bị bắt. Cuộc đấu tranh bằng hình thức tuyệt thực của Phật giáo được dân chúng ủng hộ rất mạnh. Nhiều Phật tử tình nguyện đến chùa tham gia tuyệt thực với các sư sãi.
Ngày 19 tháng 7 năm 1963, hòa thượng Thích Tâm Châu gửi thư ghi nhận thông điệp của Tổng thống Ngô Đình Diệm và yêu cầu Tổng thống phóng thích tất cả những người bị chính quyền giam giữ, bồi thường cho các nạn nhân tại đài phát thanh Huế đồng thời chấm dứt phong tỏa chùa Ấn Quang và Giác Minh. Sau khi những điều này được thực hiện, Phật giáo mới chấp nhận hòa giải và hợp tác với chính quyền. Ủy ban Liên phái nhiều lần từ chối lời đề nghị của Ủy ban Liên bộ thành lập Ủy ban hỗn hợp giải quyết những nguyện vọng của Phật giáo và tiếp tục công bố những tài liệu tố cáo chính quyền vi phạm Thông cáo chung. Sáng ngày 23 tháng 7 năm 1963, diễn ra một cuộc biểu tình của hơn 100 thương binh trước chùa Xá Lợi. Chiều hôm đó Nha Tổng Giám đốc Thông tin tổ chức họp báo cho biết những người tổ chức cuộc biểu tình đã bị cách chức và tạm giam 40 ngày. Ngày 30 tháng 7 năm 1963, chùa Xá Lợi tổ chức lễ chung thất (49 ngày) cho hòa thượng Thích Quảng Đức. Sau buổi lễ, Ủy ban Liên phái ra Tuyên ngôn kêu gọi dân chúng đẩy mạnh cuộc đấu tranh bất bạo động.

### Trấn áp Phật giáo
Ngày 20 tháng 8 năm 1963, chính phủ huy động cảnh sát, quân đội và lực lượng đặc biệt đồng loạt tấn công các chùa trung tâm tại Sài Gòn và Huế là các chùa Ấn Quang, Xá Lợi, Từ Đàm, Diệu Đế, Linh Quang cùng các chùa lớn làm căn cứ cho cuộc tranh đấu của Phật giáo trên cả nước, bắn nát mặt tượng Phật, bắt giam 1.400 nhà sư cùng các lãnh đạo Tổng hội Phật giáo Việt Nam và Uỷ ban Liên phái, dùng dây thép gai vây quanh các chùa không cho Phật tử ra vào. Ở chùa Xá Lợi ngày 21 tháng 8 năm 1963, hai vị lãnh đạo Tổng Hội Phật giáo Việt Nam là Hòa thượng Thích Tịnh Khiết và Thượng tọa Thích Tâm Châu bị bắt. Ngay sau khi bị bắt, lãnh đạo Tổng Hội Phật giáo Việt Nam hòa thượng Tịnh Khiết được thả về chùa Ấn Quang. Tất cả các những người phụ tá cho ông vẫn bị giam giữ.
Tất cả thành viên Ban Chấp hành Đoàn Sinh viên Phật tử Sài Gòn và Huế bị bắt tại nhà riêng. Nhiều trí thức, sinh viên ủng hộ cuộc đấu tranh của Phật giáo cũng bị bắt. Sáng ngày 21 tháng 8 năm 1963 lệnh thiết quân luật được ban bố ở các thành phố lớn của miền Nam Việt Nam. Xe phóng thanh của chính quyền loan tin "chính phủ đã diệt xong bọn phản động". Chính quyền rải truyền đơn và hiệu triệu khắp nơi. Sau khi trấn áp Phật giáo, chính quyền hỗ trợ thành lập Ủy ban Liên Hiệp Phật giáo Thuần Túy do hòa thượng Nhật Minh đứng đầu với mục đích tạo ra hình ảnh Phật giáo không chống đối chính quyền.

## Chuyển biến chính trị
Cuối tháng 7 năm 1963, các tướng Trần Văn Đôn, Lê Văn Kim và Dương Văn Minh đã có ý định đảo chính để chấm dứt khủng hoảng, lật đổ chính phủ bị nhiều người xem là độc tài, gia đình trị. Theo báo cáo của CIA, đồng thời có ít nhất mười nhóm âm mưu đảo chính cùng chung mục đích kể trên của các tướng tá trẻ. Chính các nhóm này gây áp lực khiến các tướng lĩnh cấp cao phải quyết định hành động để ổn định tình hình, ngăn ngừa xảy ra những cuộc đảo chính của các nhóm khác có thể đưa miền Nam vào khủng hoảng trầm trọng hơn.
Ngày 21 tháng 8 năm 1963, tổng thống Ngô Đình Diệm họp nội các để thông báo đã thiết quân luật trên toàn quốc đồng thời đánh chiếm các chùa và bắt giữ "bọn tăng ni làm loạn". Bộ trưởng Ngoại giao Giáo sư Vũ Văn Mẫu phát biểu phản đối hành động của chính quyền rồi rời cuộc họp. Sau đó ông cạo đầu và từ chức bộ trưởng bộ Ngoại giao. Vũ Văn Mẫu cùng một số giáo sư đại học thành lập Phong trào Trí thức Chống Độc Tài.
Để ngăn ngừa đảo chính, chính quyền thuyên chuyển tư lệnh các Vùng Chiến Thuật. Tướng Tôn Thất Đính từ Vùng II về Vùng III. Tướng Huỳnh Văn Cao về Vùng IV. Tướng Nguyễn Khánh về Vùng II. Tướng Đỗ Cao Trí về Vùng I. Những tướng bị nghi ngờ được triệu về Sài Gòn giữ những chức vụ không có quân. Tướng Trần Văn Đôn và Dương Văn Minh làm cố vấn quân sự Phủ Tổng thống. Chính quyền tăng cường phòng thủ tại Phủ Tổng thống để chống lại một cuộc đảo chính có thể diễn ra.
Ngày 23 tháng 8 năm 1963 tướng Lê Văn Kim cho Rufus Phillips, Giám đốc Ủy ban Hoa Kỳ về Phát triển Nông thôn, biết có 1426 tu sĩ Phật giáo bị bắt. Tất cả chất nổ và vũ khí tìm thấy trong các chùa là được gài vào. Dân chúng tin rằng Quân lực Việt Nam Cộng hòa đang giữ trách nhiệm đàn áp Phật tử và đang chuyển dư luận sang chống đối quân đội trong khi quân đội chỉ hành động như con rối trong tay Cố vấn Ngô Đình Nhu, người đã lừa gạt quân đội trong việc ban hành thiết quân luật. Các lãnh đạo quân đội như tướng Tôn Thất Đính và Trần Văn Đôn, không biết gì về các kế hoạch tấn công chùa Xá Lợi và các chùa khác. Chiến dịch đó thực hiện bởi Lực lượng Đặc biệt của Đại tá Lê Quang Tung và cảnh sát dã chiến theo lệnh bí mật của ông Nhu. Ngô Đình Nhu hiện nắm quyền kiểm soát, và Tướng Đôn đang nhận lệnh trực tiếp từ ông ta. Nếu tình hình này không sửa chữa và nếu dân chúng không được biết sự thật, quân đội sẽ bị tê liệt một cách nghiêm trọng trong cuộc chiến chống Cộng.

## Phản ứng của dân chúng
Ngày 21 tháng 8 năm 1963, sinh viên Trung tâm Kỹ thuật Phú Thọ bãi khóa. Ngày 22 tháng 8 năm 1963 khoa trưởng Y Khoa Sài Gòn bác sĩ Phạm Biểu Tâm từ chức rồi bị bắt. Ngày hôm sau, sinh viên Y khoa vận động sinh viên các trường khác liên kết thành lập Ủy ban Chỉ đạo Sinh viên Liên khoa. Uỷ ban này phát động sinh viên tất cả các trường đại học bãi khoá. Sau vài tuần lễ, phong trào bãi khóa lan tới tất cả các cấp trung học toàn quốc. Ngày 24 tháng 8 năm 1963 trên 3.000 sinh viên và học sinh tập hợp tại trường Luật Khoa Sài Gòn để tiếp Giáo sư Vũ Văn Mẫu. Ủy ban Chỉ đạo Sinh viên Liên khoa được đổi tên thành Ban Chỉ Đạo Sinh viên Và Học Sinh ra tuyên ngôn yêu cầu chính quyền thực hiện chính sách tự do tôn giáo, trả tự do cho các tăng ni và ngừng hành động bắt bớ các tín độ Phật giáo.
Sau ngày 24 tháng 8 năm 1963, các phân khoa đại học và trường trung học lớn tại Sài Gòn đều bị cảnh sát phong toả. Sinh viên và học sinh bãi khóa và vận động các giáo sư từ chức. Học sinh các trường trung học công lập Gia Long, Trưng Vương và Võ Trường Toản tổ chức meeting tại sân trường. Học sinh trường Chu Văn An xô xát với cảnh sát. Khoảng 2.000 học sinh trung học tại Sài Gòn bị bắt. Ngày 25 tháng 8 năm 1963, 300 sinh viên học sinh tổ chức biểu tình tại Công trường Diên Hồng phía trước chợ Bến Thành trong lúc chính quyền đang ban bố lệnh giới nghiêm. Cảnh sát bắn vào đoàn biểu tình giết chết nữ sinh Quách Thị Trang. Khoảng 200 người bị bắt giữ. Xác Quách Thị Trang bị cảnh sát mang đi. Chiều hôm đó chính quyền ra thông cáo các lực lượng an ninh được lệnh nổ súng vào bất cứ đám đông nào tụ họp nơi công cộng mà không xin phép trước. Trên đài phát thanh, chính quyền Ngô Đình Diệm kêu gọi phụ huynh học sinh kiểm soát con cái mình đừng cho chúng mắc mưu vào Cộng sản đồng thời họp báo đưa hai em thiếu niên 15 và 16 tuổi để hai em này tự nhận là cộng sản xúi dục bạn bè đi biểu tình. Ngày 5 tháng 10 năm 1963, nhà sư Quảng Hương 37 tuổi thuộc Tỉnh hội Phật giáo Ban Mê Thuột châm lửa tự thiêu trước tại chợ Bến Thành. Ngày 27 tháng 10 năm 1963, nhà sư Thiện Mỹ 23 tuổi tại chùa Vạn Thọ châm lửa tự thiêu trước nhà thờ Đức Bà tại Sài Gòn.

### Hưởng ứng cuộc đấu tranh của Phật giáo
Tại thừa thiên Huế, ngày 16 tháng 8 năm 1963, tất cả chợ búa, trường học, công ty, xí nghiệp và công sở đều nhất loạt tổng đình công theo lời kêu gọi của giới lãnh đạo Phật giáo. Chính quyền thành phố ban hành lệnh giới nghiêm và thiết quân luật toàn diện. Tất cả các chùa lớn đều bị phong tỏa, hàng ngàn người bị cô lập trong các chùa Linh Quang, Từ Đàm và Diệu Đế. Viện trưởng Đại học Huế, linh mục Cao Văn Luận, bị cách chức vì ủng hộ phong trào Phật giáo. Sau đó, các trưởng khoa (Y khoa, Luật khoa, Khoa học, Sư phạm, Văn khoa) và 30 giảng viên Viện Đại học Huế ra thông cáo từ chức. Toàn bộ giảng viên Viện Hán Học Huế cũng ra tuyên cáo phản đối chính quyền và tuyên bố từ chức.
Phong trào bất hợp tác tại Huế trở nên toàn diện và bắt đầu phát triển sang các địa phương khác. Ngoài lực lượng cảnh sát, lực lượng đặc biệt, công an và mật vụ, không còn ai theo lệnh chính quyền nữa. Quân đội được lệnh cấm trại. Cũng trong ngày 16 tháng 8 năm 1963, Ủy ban Liên phái gửi điện tín cho Tổng thư ký Liên Hiệp quốc và cho tổ chức Phật giáo các nước như Thái Lan, Nhật Bản, Đại Hàn, Singapore, Tích Lan, Miến Điện, Đài Loan và Ấn Độ về tình trạng của Phật giáo Việt Nam và kêu gọi hỗ trợ.

## Xét xử
Chính quyền Ngô Đình Diệm cũng bác bỏ các lời buộc tội. Tuy nhiên, năm 1964, sau khi chính quyền Ngô Đình Diệm bị đảo chính, tòa án quân sự đã bắt Đặng Sỹ (phó tỉnh trưởng Huế, người đã ra lệnh nổ súng trong vụ việc ở Huế) và kết án tử hình với các tội danh: bắn vào đám đông không vũ trang, dùng xe bọc thép cán người biểu tình, và sử dụng chất nổ nguy hiểm để kiểm soát đám đông... Đặng Sỹ bị buộc tội đã cung cấp lựu đạn cho binh lính và ra lệnh cho họ khai hỏa phía trên đám đông. Đặng Sỹ không thừa nhận trách nhiệm. Ông xác nhận rằng mình cung cấp lựu đạn cho binh sĩ để đe dọa người biểu tình nhưng không ra lệnh cho họ bắn. Nhân chứng Bùi Văn Lượng, cựu Bộ trưởng Nội vụ Việt Nam Cộng hòa, xác nhận rằng Tổng thống Ngô Đình Diệm đã cử ông đến Huế điều tra vụ việc. Ông được các viên chức tại Huế báo cáo rằng vụ thảm sát tại đài phát thanh Huế là do Việt Cộng đặt chất nổ chứ không phải do binh lính của Đặng Sỹ quăng lựu đạn vào đám đông. Vài nhân chứng khác khai rằng binh lính của Đặng Sỹ đã ném lựu đạn vào đông, trong đó một nhân chứng khai đã thấy Đặng Sỹ ném 2 trái lựu đạn.

## Sự kiện đảo chính

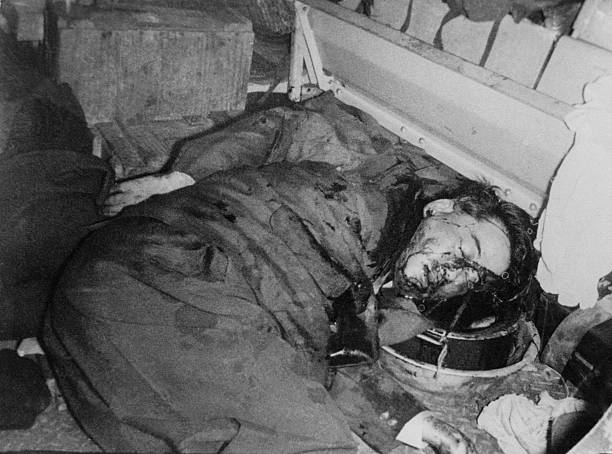
Thi hài Ngô Đình Diệm sau khi bị hạ sát.

Đến lúc này thì tất cả các lực lượng bất mãn với chính phủ Ngô Đình Diệm đã đoàn kết thành một khối coi chính phủ Ngô Đình Diệm là độc tài, gia đình trị, phân biệt tôn giáo, không thể chấp nhận được cho miền Nam Việt Nam. Cuộc đấu tranh chính trị lan rộng sang cả khối học sinh, sinh viên, tiểu thương, trí thức và các lực lượng khác. Chính phủ Ngô Đình Diệm đã mất hết đồng minh trong nước và quốc tế. Dư luận thế giới và cả Hoa Kỳ đều phản đối chính phủ Việt Nam Cộng hòa đã đàn áp Phật giáo.
Việc chính phủ Ngô Đình Diệm bất lực trong đấu tranh chống Cộng sản, lại mất uy tín trong nước và đồng thời làm méo mó hình ảnh thế giới tự do trong chiến lược toàn cầu chống cộng sản của Hoa Kỳ tất yếu sẽ làm Hoa Kỳ phải xem xét lại quan hệ với chính phủ này. Ngày 20 tháng 8 năm 1963 chính phủ dùng vũ lực tấn công Phật giáo thì ngay hôm sau Hoa Kỳ cử đại sứ mới là Cabot Lodge đến Sài Gòn với chính sách hoàn toàn mới đối với chính phủ Ngô Đình Diệm. Các lãnh đạo Quân lực Việt Nam Cộng hoà liên hệ với các lực lượng chính trị bất mãn và các giới chính trị và tình báo Hoa Kỳ để tham khảo một giải pháp loại bỏ chế độ độc tài của anh em Diệm – Nhu – Cẩn.
Ngày 1 tháng 11 năm 1963, Quân lực Việt Nam Cộng hoà đã làm đảo chính thành công lật đổ chính phủ Tổng thống Ngô Đình Diệm, giết chết Tổng thống Ngô Đình Diệm và cố vấn Ngô Đình Nhu, sau đó mở phiên toà xử tử cố vấn Trung phần Ngô Đình Cẩn. Cuộc đảo chính này chấm dứt nền Đệ Nhất Cộng hoà của miền Nam Việt Nam.
Sau đảo chính, chính quyền Sài Gòn chẳng những không ổn định mà trái lại càng khủng hoảng trầm trọng: "Tình trạng Việt Nam cộng hoà còn tồi tệ hơn hồi chính quyền Diệm: Kinh tế suy sụp, vật giá leo thang, tiền sụt giá so với Mỹ kim, nạn thất nghiệp, đầu cơ trích trữ và tham nhũng gia tăng". Đảo chính và phản đảo chính diễn ra liên tục. Theo thú nhận của chính quyền Sài Gòn: "Trong vòng ba tháng sau đảo chính, Việt Cộng nổi dậy khắp nơi. Tỉnh Kiến Hoà phải rút đi 51 đồn bót, mất 15 xã. Ở miền Trung từ Phan Thiết trở ra trong vòng hai tháng sau đảo chính, 2200 ấp chiến lược trong tổng số 2700 ấp chiến lược hoàn toàn bị tan tác.
Tổng số 4248 ấp chiến lược ở miền Nam thì có 3915 ấp bị phá hẳn. Trong phúc trình gửi Tổng thống Johnson ngày 16-3-1964, Mc. Mamara đưa ra một bức tranh bi thảm, hậu quả của cuộc đảo chính lật đổ chế độ Ngô Đình Diệm: "Trong số đất đai của 22 tỉnh (trong 44 tỉnh), Việt Cộng kiểm soát tới 50% hoặc nhiều hơn thế. Phước Tuy, Việt Cộng kiểm soát 80%; Bình Dương 90%; Hậu Nghĩa 90%; Long An 90%; Định Tường 90%; Kiến Hoà 90%; An Xuyên (Cà Mau) 85%. Quận Mõ Cày và các xã Định Thủy, Bình Khánh, Phước Hiệp, "đỏ 100%"; trên 900 xã như trong trường hợp ba xã này... Sau đảo chính 1963, trong một thời gian ngắn, đường mòn Hồ Chí Minh trở thành một "xa lộ thênh thang", thực hiện chỉ thị của Đảng: "Lấy phương thức vận tải cơ giới làm chủ yếu, kết hợp với phương thức vận tải thô sơ, vận dụng linh hoạt phương châm "đánh, phòng, tránh". Trước đây, đoàn vận tải ô tô chỉ vào Khe Hó đổ hàng rồi từ đây dùng voi hay sức người chuyển vào Palin Thừa Thiên. Đầu năm 1964, các đoàn ô tô đã có thể đi tới điểm trạm ngã ba biên giới Kontum, số lượng vận tải tăng 40 lần so với năm trước, tỉ trọng vận tải cơ giới là 51%".